# Via Santa Teresa degli Scalzi

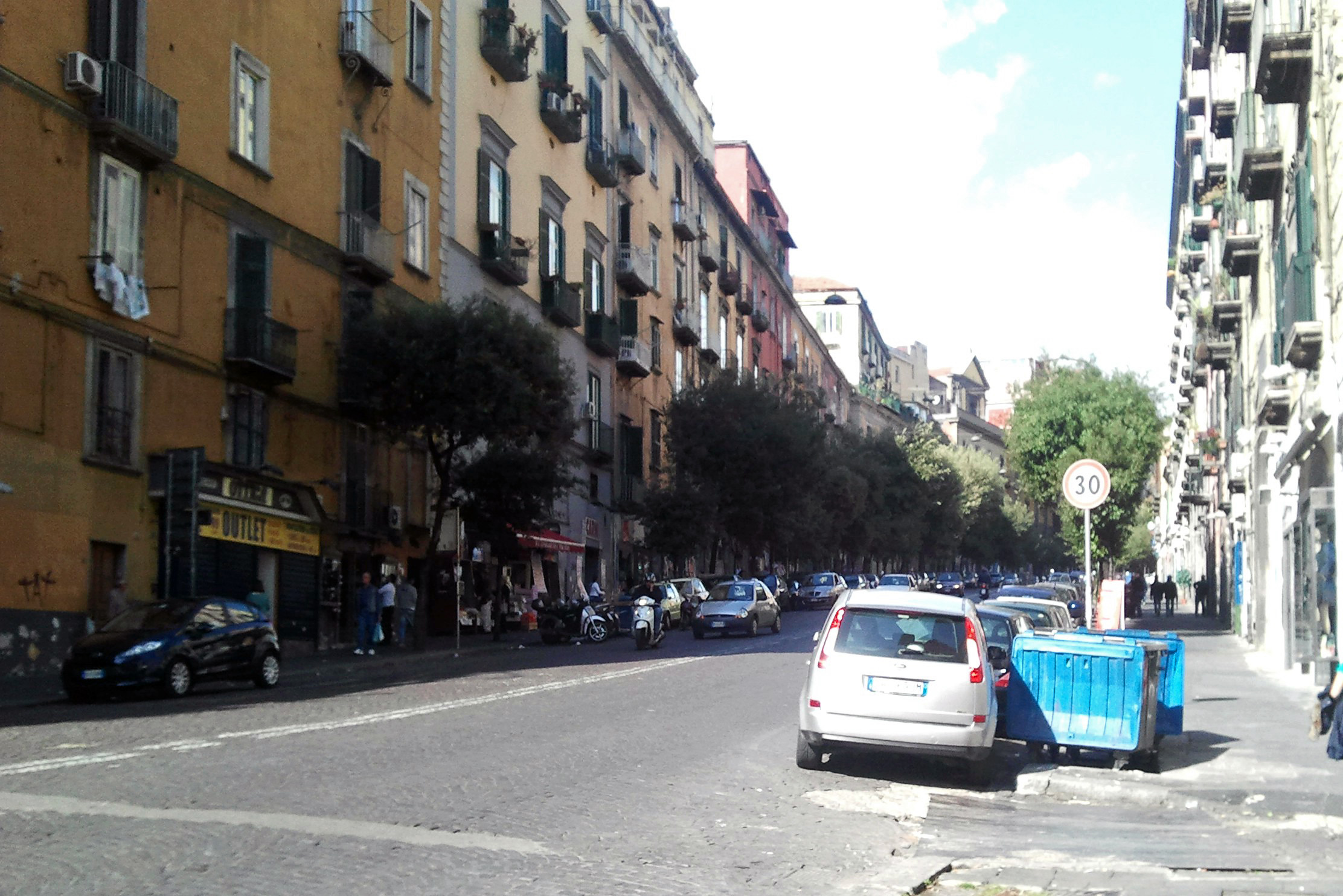
La Via Santa Teresa vista desde el Museo Arqueológico Nacional.

La Via Santa Teresa degli Scalzi es una calle de Nápoles, Italia, situada entre los barrios Stella y en menor parte Avvocata. Empieza en el cruce con la Via Salvator Rosa y la Via Enrico Pessina (viniendo desde el centro) y termina en el Ponte della Sanità, que la une con el Corso Amedeo di Savoia, llamado hasta 1942 Via Nuova Capodimonte.
Recibe su nombre de la iglesia de Santa Teresa degli Scalzi, del siglo XVII, que se sitúa en el lado este de la calle. Debido a que está cerca del Museo Arqueológico Nacional de Nápoles, antigua sede universitaria, la calle también se ha llamado Via Santa Teresa al Museo y Via Santa Teresa agli Studi, denominaciones que actualmente han caído en desuso.

## Historia
La zona en la que se sitúa la calle era antiguamente un caserío fuera del núcleo urbano de Nápoles llamado Casciello, muy escarpado y de difícil acceso, y en consecuencia poco urbanizado respecto a los núcleos limítrofes de Materdei y Fonseca. Hasta el siglo XVIII había en esta zona muchos espacios verdes, en su mayoría terrenos propiedad de algunos conventos que tenían aquí su sede.

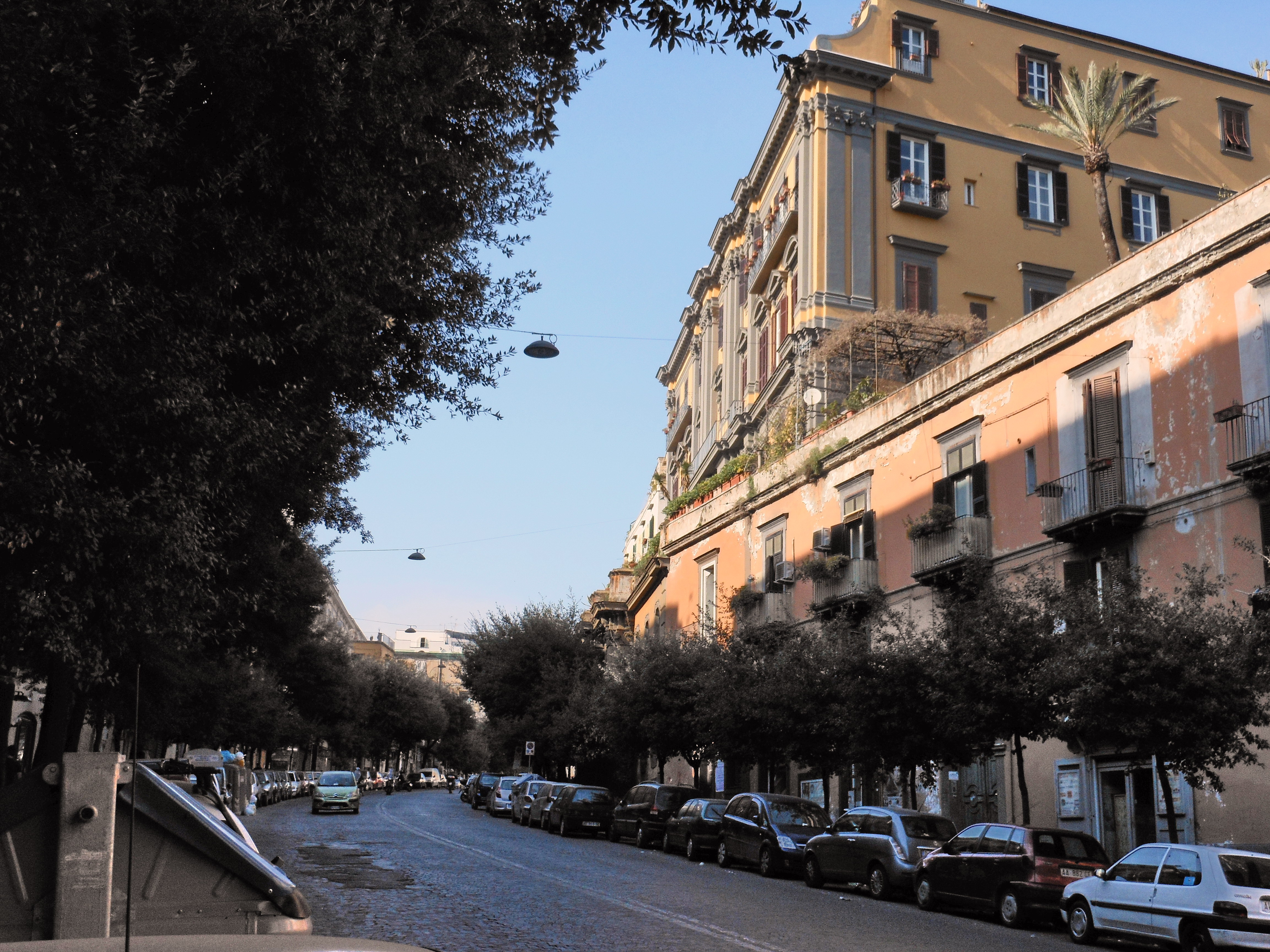
La Via Santa Teresa a mitad de su recorrido: se aprecia el desnivel creado por la nueva calle.

El mapa del duque de Noja, que data de 1775, muestra una calle que asciende a la colina y termina en el valle de la Sanità. El primer tramo, el inferior, se indica con el número 346: Strada che porta a Santa Teresa («calle que lleva a Santa Teresa»), y el tramo superior con el número 543: Strada per cui si ascende il colle di Mater Dei («calle por la cual se asciende a la colina de Mater Dei»). De esta calle sobrevive en la actualidad este último tramo, la actual Discesa della Sanità, que continúa mostrando una marcada pendiente. Esto significa que la calle tenía una gran pendiente a ambos lados de la colina.
La calle que vemos en la actualidad nació a principios del siglo XIX según los proyectos urbanísticos ideados durante el decenio francés, primero bajo el reinado de José I Bonaparte y después de Joaquín Murat, para la realización de una arteria que conectara el centro de Nápoles con la entonces zona periférica de Capodimonte, que contenía el palacio que los franceses transformaron en residencia real. Uno de los problemas del palacio era la dificultad de llegar a él. Según el mapa del duque de Noja, había una única calle de acceso, la actual Salita Capodimonte, caracterizada también por una importante pendiente.
Ya en 1789 el arquitecto Vincenzo Ruffo había propuesto una solución para resolver la carencia de infraestructuras de la que padecía la ciudad: en su obra Sull'abbellimento di cui è capace la città di Napoli («sobre el embellecimiento del que es capaz la ciudad de Nápoles») había proyectado una gran strada per Capodimonte que habría superado la escarpada colina que se alzaba entre la Piazza degli Studi y el palacio real. Los proyectos de Ruffo inspiraron a los franceses, en la figura de José Bonaparte, quien por motivos administrativos y de seguridad decidió alojarse en el Palacio Real de Capodimonte e inició una serie de expropiaciones y obras en los alrededores del palacio.

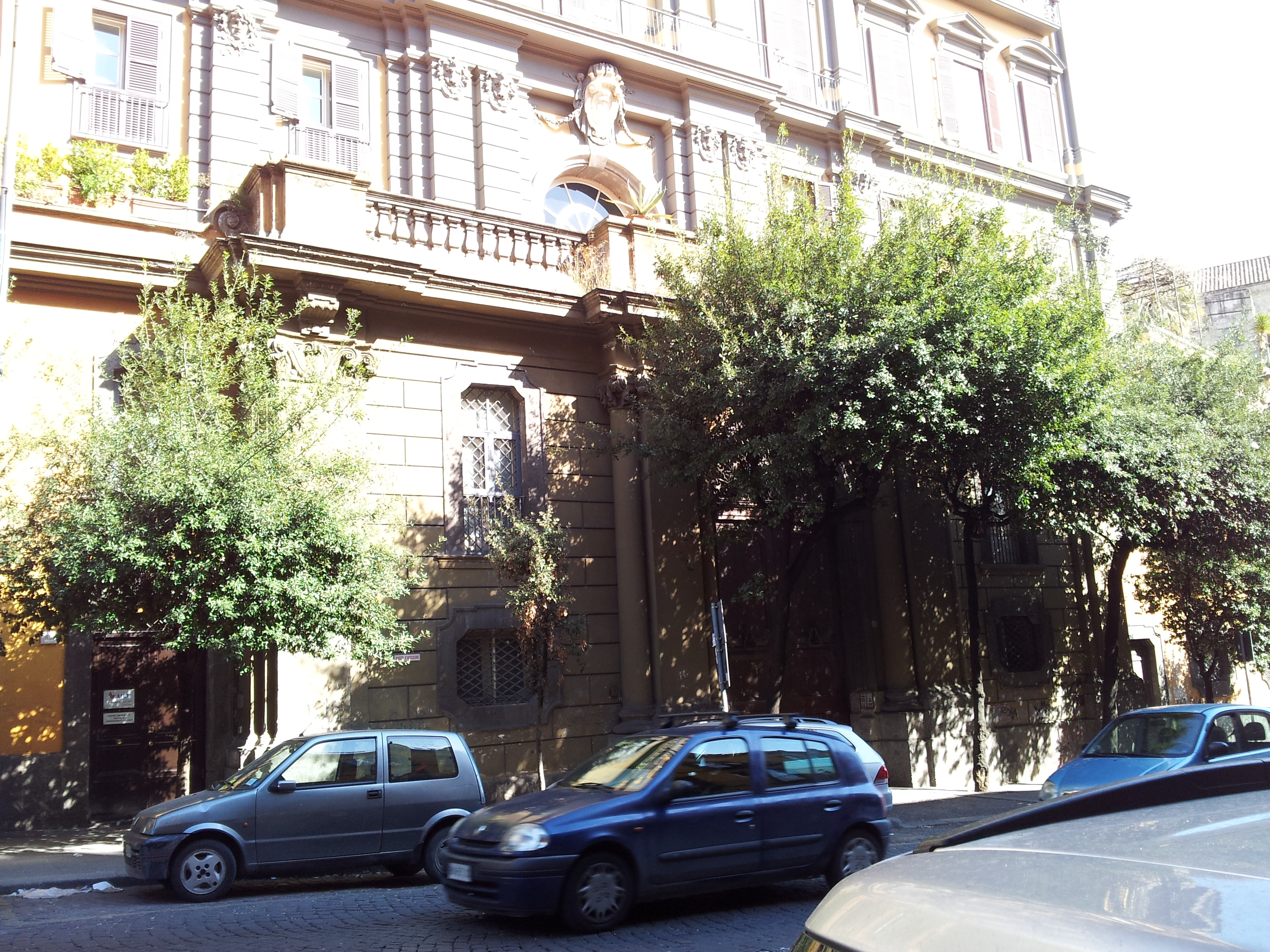
La base construida para permitir el acceso al Palazzo Albertini.

Las obras de la calle empezaron el 14 de agosto de 1807, la víspera del aniversario del nacimiento de Napoleón. André Miot, ministro del interior, había dividido la imponente obra en cuatro trazados que tenían cada uno de ellos sus propios ingenieros. El tramo que nos interesa, la actual Via Santa Teresa, fue proyectado junto con el segundo tramo, el actual Corso Amedeo di Savoia, por Nicola Leandro ayudado por Gioacchino Avellino y bajo la supervisión de Bartolomeo Grasso.

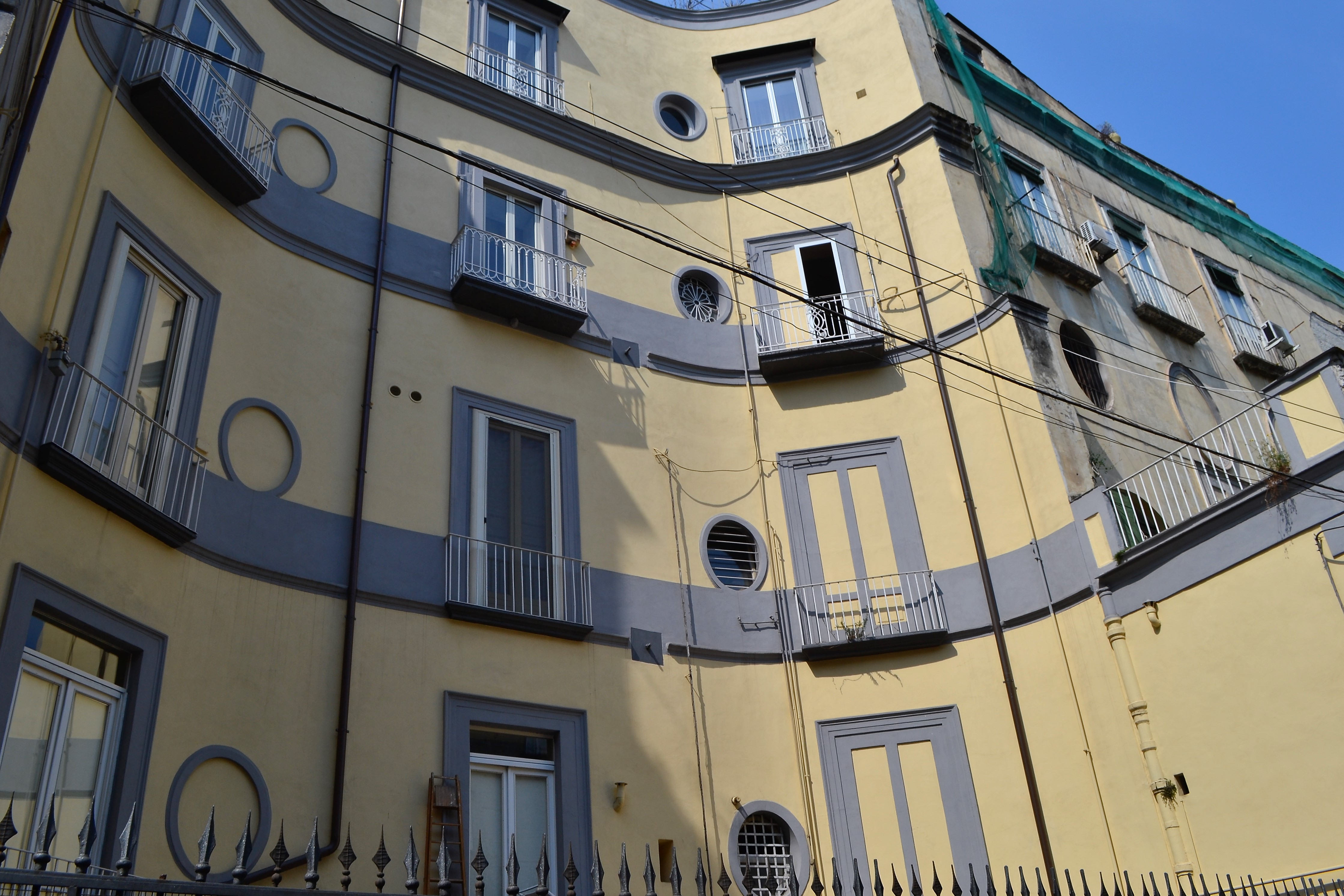
El «medio» patio del Palazzo di Majo.

Se propusieron dos proyectos, ambos muy audaces técnicamente: el primero preveía la construcción de una nueva plaza correspondiente al actual Tondo di Capodimonte y la apertura de una cavidad que habría permitido que se superara el desnivel; el segundo proponía la reducción del nivel de la calle y la construcción de un puente que atravesaba por encima el valle de la Sanità.
El recorrido de la Via Santa Teresa se desarrolla, mirando hacia el norte, a la derecha de la calle preexistente, y a lo largo de él se situaban algunos obstáculos: además del claustro de Santa Maria della Sanità, alterado para construir el puente, y algunos palacios, se tocó en particular el Palazzo di Majo, obra del célebre arquitecto Ferdinando Sanfelice, que tenía un patio de forma poligonal que fue cortado por la mitad (la escalera interior, una de las grandes obras de Sanfelice, por poco fuera del nuevo trazado, permaneció intacta).
Se aislaron por encima del nivel de la calle algunos palacios que se erigían a la izquierda de la imbrecciatella (nombre popular de la actual Discesa della Sanità) para la parte inferior de los nuevos edificios, visibles todavía en la actualidad en el tramo de la Via Santa Teresa entre el Vico Santa Maria della Purità y el Vico Lungo Sant'Agostino degli Scalzi. Entre estos está el conservatorio de Santa Maria della Purità degli Orefici y el Palazzo Zezza, situado en Salita San Raffaele 3.
Estas intervenciones afectaron la parte alta de la calle, que partiendo del valle de la Sanità termina en el cruce con la Via Stella y la Via Materdei. El segundo tramo es el que desciende por la escarpada colina, alterado por las obras de excavación, que hicieron que estuvieran por encima del nivel de la calle el Palazzo Albertini di Cimitile y las iglesias de Santa Teresa y Sant'Agostino.
La calle fue inaugurada en 1810 y recibió en su totalidad el nombre de Corso Napoleone. Se dividió en dos (Via Santa Teresa y Via Nuova Capodimonte) tras la restauración de los Borbones en Nápoles. Las obras para la construcción de los edificios a los lados de la calle tardarán más tiempo.
En 1818 el arquitecto Luigi Malesci rectificó el trazado alrededor del cruce con la Via Materdei y la Via Stella, haciéndolo todavía más plano dado que el nivel que se había alcanzado en el cruce era tan alto que creaba un descenso bastante incómodo hasta el puente. Los edificios de la calle fueron modificados para adaptarse al nuevo nivel de la calle, modificación todavía visible en la actualidad.
En 1899 se inauguró el primer tramo de los tranvías de Capodimonte, cuya estación se situó en la Via Santa Teresa, en el cruce con la Via Salvator Rosa, junto al Museo Nacional. Posteriormente se trasladaría a la Piazza Dante.
La Via Santa Teresa ha sido escenario de dos episodios importantes de los Cuatro Días de Nápoles: la barricada hecha con un tranvía y el sacrificio en la batalla de Gennaro Capuozzo. Capuozzo fue uno de los insurgentes más jóvenes y participó en los combates contra los alemanes. Murió a causa de la explosión de una granada enemiga mientras lanzaba bombas con la mano contra los carros armados alemanes desde la terraza del Istituto delle Maestre Pie Filippini. Por este acto de coraje se le concedió la medalla de oro al valor militar.
Pino Daniele ha dedicado a la calle una canción de su álbum Musicante, publicado en 1984: Santa Teresa.

## Descripción

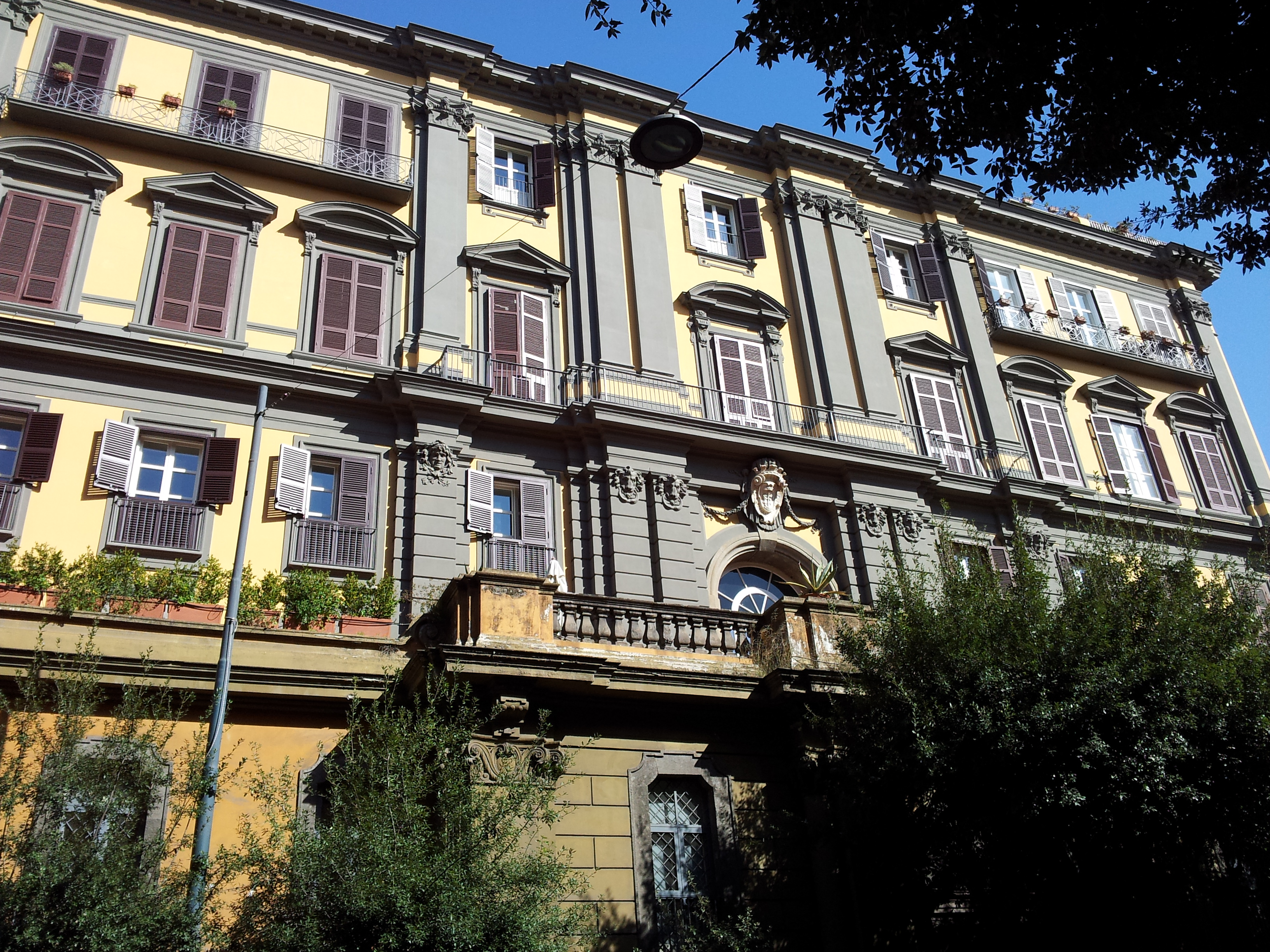
El Palazzo Albertini di Cimitile.

Partiendo del Museo, la calle muestra en sus dos lados una cortina de palacios construidos antes de mediados del siglo XIX. Pasados unos pocos metros, en el lado derecho se encuentra el edificio donde murió Giuseppe Pisanelli, uno de los primeros ministros de justicia del Estado Italiano y donde nació el pintor Bernardo Celentano.
Continuando, también en el lado derecho se erige la iglesia de Santa Teresa degli Scalzi, del siglo XVII, alcanzable mediante una escalera monumental realizada en 1835. En la rampa derecha está la entrada del Istituto Paolo Colosimo, uno de los institutos para ciegos más importantes de Italia, cuya sede está en el antiguo convento de los carmelitas descalzos.
Poco más adelante, casi a la misma altura, se sitúan a la izquierda la iglesia de Santa Maria della Verità, llamada también de Sant'Agostino degli Scalzi, que originalmente se podía alcanzar mediante una pequeña plaza que se abría en la calle original, posteriormente aislada por las obras del Corso Napoleone y escondida por un palacio edificado en 1905. En el lado derecho está el Palazzo Albertini di Cimitile, que muestra su aspecto originario del siglo XVIII sobre una base del siglo posterior debida a las obras de la calle, que no permite una visión adecuada del palacio.

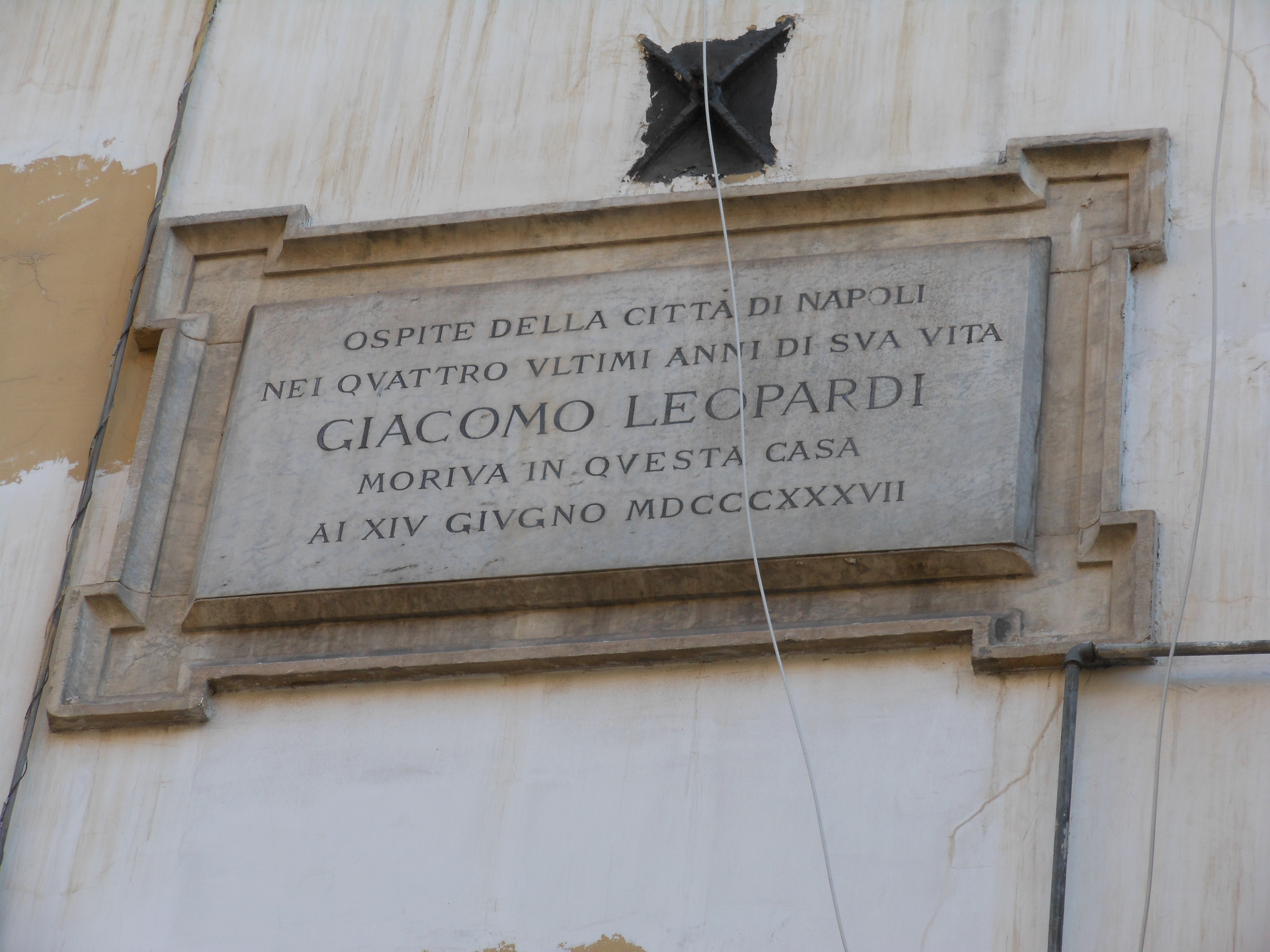
La placa en recuerdo de la casa en la que murió Leopardi.

Superado este palacio, a la derecha se encuentra el Palazzo Giura, donde hay una placa que recuerda el quartierino (pequeño apartamento) en el que murió Giacomo Leopardi en 1837, cuyo acceso es por el número 2 del Vico Pero, callejón interior paralelo a la Via Santa Teresa que se abrió en 1735.
En el cruce con la Via Materdei y la Via Stella, en el lado izquierdo está el edificio del conservatorio de Santa Maria della Purità degli Orefici con la iglesia anexa, actualmente sede del Istituto Maestre Pie Filippini, que lo compró en los primeros años del siglo XX.
A la altura del conservatorio está el que fue lugar de una de las tantas barricadas elevadas contra los alemanes durante los Cuatro Días de Nápoles. En particular, esta se realizó con uno de los tranvías de Capodimonte, que fue hecho descarrilar y acostado de lado. Aquí se produjo una batalla durísima con los nazis y en esta ocasión, mientras lanzaba bombas desde la terraza del instituto, murió Gennaro Capuozzo el 29 de septiembre de 1943. Su sacrificio es recordado en la actualidad por una placa colocada por la ANPI el 26 de mayo de 1956 que menciona junto con él otros ocho héroes que murieron en la «batalla de Santa Teresa», entre los que hay incluso un marinero desconocido.

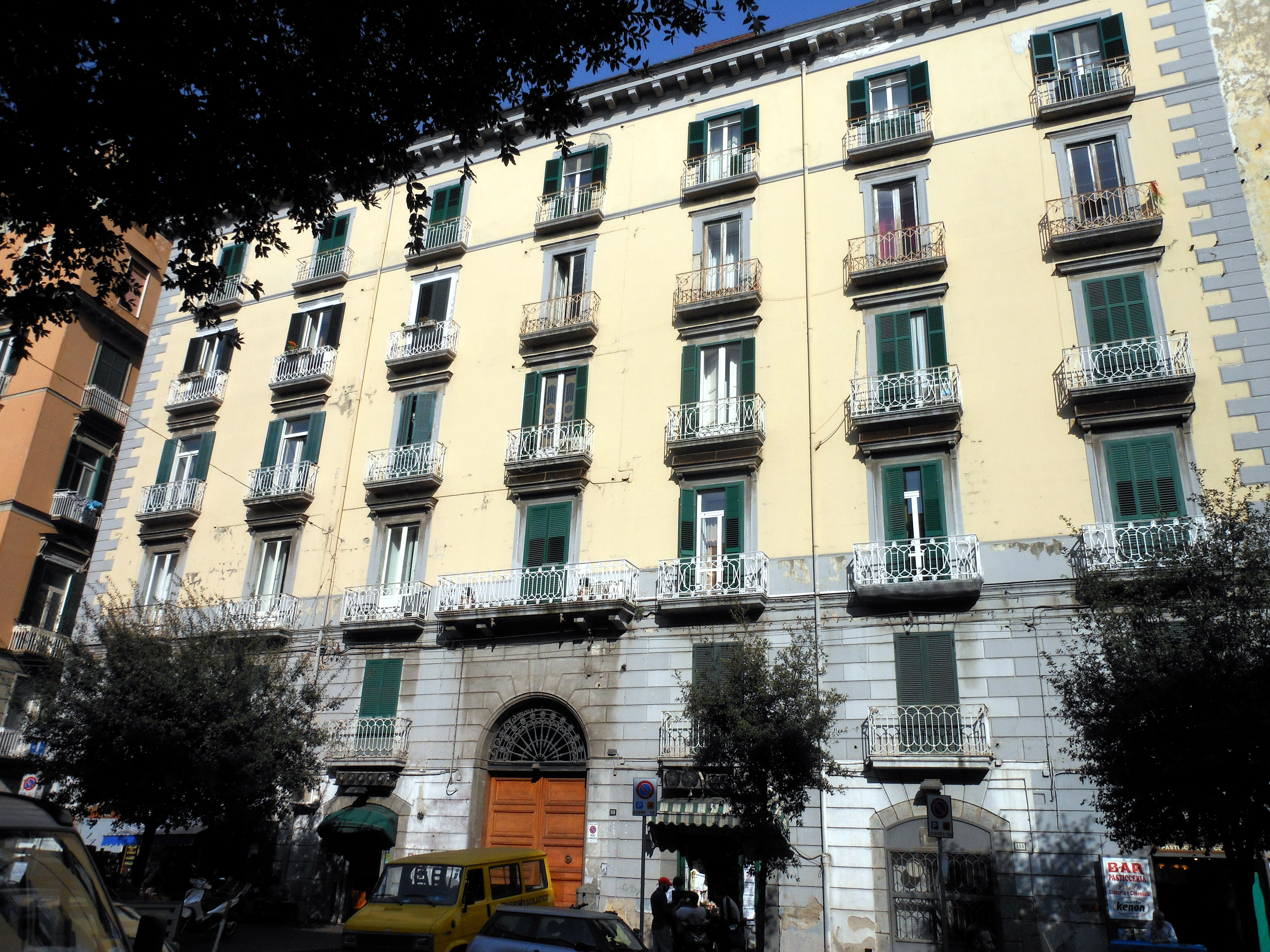
El Palazzo Mautone.

En el tramo siguiente la calle asume un trazado rectilíneo y llano. En el lado derecho se sitúan dos palacios monumentales: el primero, en el número 118, es el Palazzo Mautone, realizado por el arquitecto Pietro Valente a principios de los años treinta del siglo XIX por encargo del comerciante Mautone. Presenta una planta baja almohadillada con un portal simple coronado por un balcón sostenido por cuatro ménsulas, cuatro plantas con siete ventanas cada una y finalmente una imponente cornisa. En este palacio habitó Tina Pica.
El segundo palacio es el Palazzo Scognamiglio, diseñado por Giuseppe Califano por encargo de Raffaele Scognamiglio (cuyas iniciales son visibles sobre el portal), que tiene una fachada con elementos neoclásicos como el portal con balcón en relieve respecto a la fachada, la planta baja almohadillada, las ventanas con tímpano en la primera planta, la cornisa con lesenas y hojas y, en la última planta, un tímpano sostenido por dos columnas y cuatro lesenas.
Continuando, en el lado izquierdo está el Palazzo di Majo que conserva todavía su entrada original por la Discesa Sanità, con el patio cortado por la mitad y por tanto con forma semipoligonal. En la calle se abrió una puerta que permite un acceso fácil al edificio dando directamente a las escaleras.

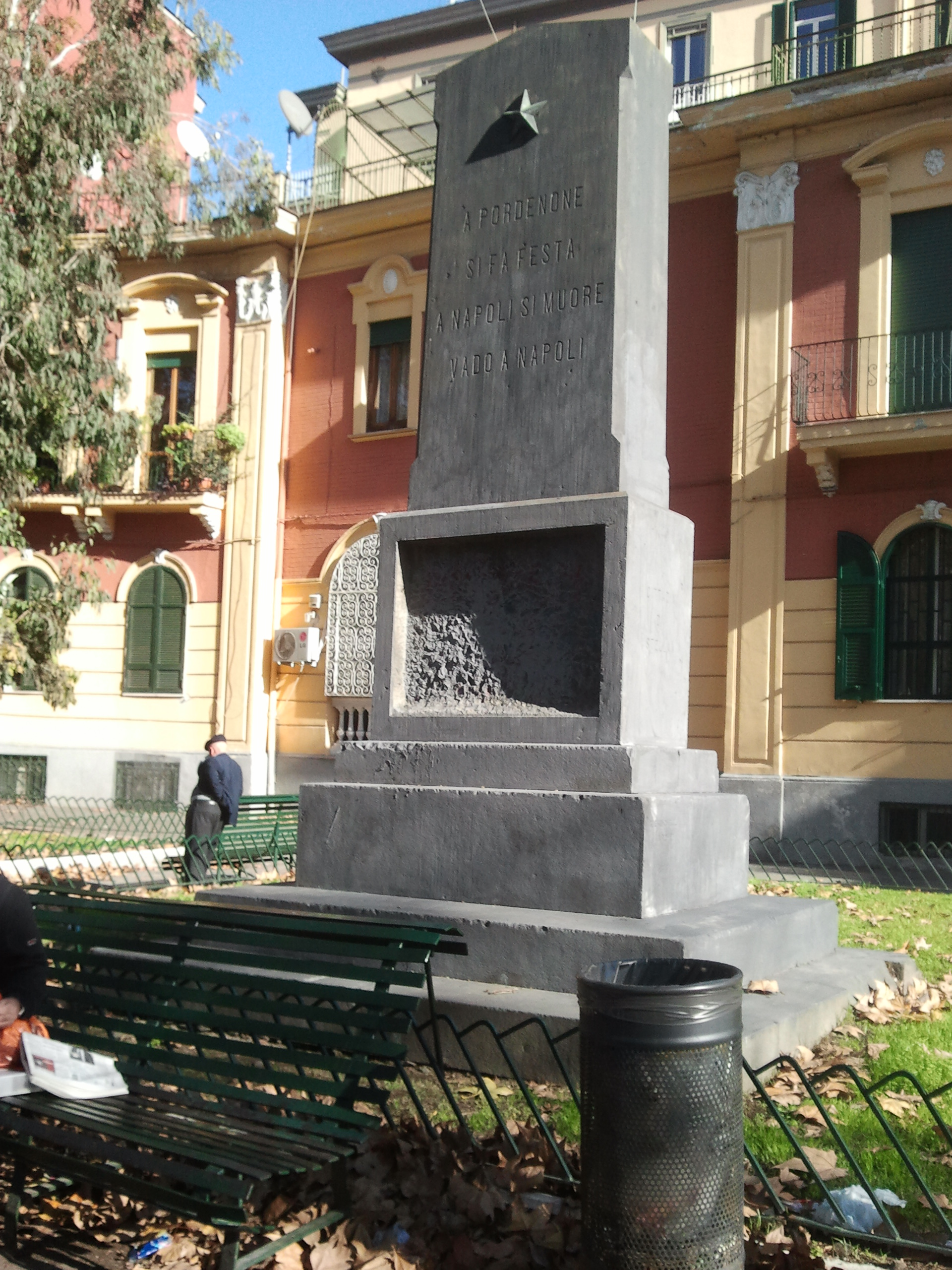
Monumento a Humberto I.

Después de haber superado en el lado derecho un palacete y un edificio del siglo XIX en el cual hay una placa que recuerda el lugar en el que murió el pedagogo Andrea Angiulli (aunque oficialmente murió en Roma), la calle termina en el Emiciclo Capodimonte, una plaza intermedia respecto al posterior Tondo di Capodimonte, que aunque sea denominada emiciclo (es decir, («medio círculo»), es en realidad una discreta plaza circular con jardines en ambos lados. En el lado izquierdo se encuentra el monumento de mármol a los caídos del barrio en la Primera Guerra Mundial, que presenta en su cima el busto de un soldado italiano.
En el lado derecho está el monumento a Humberto I de Italia realizado por el arquitecto Errichelli, inaugurado el 29 de julio de 1901 con ocasión del primer aniversario de su muerte. Se recuerda su visita a la ciudad afectada por el cólera en 1884. La inscripción reproduce su famoso telegrama A Pordenone si fa festa, a Napoli si muore, vado a Napoli («En Pordenone hay fiesta, en Nápoles se muere, voy a Nápoles»). El Rey era esperado en la ciudad de Pordenone para un evento, pero declinó tras conocer la tragedia. El monumento presentaba hace años un bajorrelieve de bronce del escultor Raffaele Belliazzi que representaba al Rey reconfortando a los colerosos, lamentablemente robado.
Rodeando el hemiciclo, en la derecha, está la Palazzina Mautone, dividida en dos alas, que muestra una arquitectura puramente ecléctica. Detrás del edificio está el rione Ferrovieri, dedicado en su época a alojar las familias de una cooperativa de ferroviarios, construido en 1924 en el jardín del convento de Santa Margherita a Fonseca, que es en la actualidad un instituto escolástico.